# Prostygnellus riveti
Prostygnellus riveti is een hooiwagen uit de familie Cranaidae.